# Gong Jing
En aquest nom xinès, el cognom és Gong.
Gong Jing va ser un oficial administratiu durant el període de la tardana Dinastia Han Oriental de la història xinesa. Ell va servir com l'Administrador de la Província de Qing durant els temps de la Rebel·lió dels Turbants Grocs.

## En la ficció
En la novel·la històrica el Romanç dels Tres Regnes de Luo Guanzhong, es conta que Gong va ser assetjat pels rebels del turbant groc en la Província de Qing, i ell va enviar un missatger a demanar reforços de Liu Yan, Administrador de la Província de Yan. Liu Yan envià a Liu Bei, Guan Yu i Zhang Fei a dirigir un exèrcit per ajudar a Gong i ells va derrotar els rebels conjuntament.